# Hermann Heidel

Heidels Händel-Denkmal in Halle (1859)

Hermann Rudolf Heidel (* 20. Februar 1811 in Bonn; † 29. September 1865 in Stuttgart) war ein deutscher Bildhauer.

## Leben
Hermann Heidel studierte zunächst Medizin, wechselte aber 1835 zur Kunst und begann seine Studien an der Akademie der bildenden Künste München bei Ludwig von Schwanthaler. Er war Renoncenphilister des Corps Rhenania Bonn (1831) und Mitglied des Corps Palatia Heidelberg (1831/32).
Nachdem er sich durch Modellierung einer heute nicht mehr existierenden Kolossalbüste Beethovens einen Namen gemacht hatte, begab er sich für drei Jahre nach Italien. 1843 ließ er sich in Berlin nieder. Er übernahm hier zuerst Sandsteinarbeiten für das im Wiederaufbau begriffene Opernhaus Unter den Linden und für die Schlosskuppel am Berliner Stadtschloss sowie Stuckarbeiten für dessen „Weißen Saal“. Ein Hochrelief Karl der Große, die Sachsen zum Christentum zwingend, und Luther, die Thesen an die Schlosskirche in Wittenberg anschlagend, wurde als Gipsmodell ausgeführt und vom König von Preußen dem Martinsstift in Erfurt zum Geschenk gemacht.
Es folgten: Umrisse zu Goethes Iphigenie, acht Blätter aus dem Tantalos-Mythos und eine Iphigeniastatue in Marmor (Orangerieschloss (Potsdam)), eines seiner Hauptwerke; ferner die Reliefs: Ödipus und Antigone auf dem Weg nach Kolonos; Nausikaa, dem Odysseus zuerst begegnend, und Penelope, beim nächtlichen Auftrennen ihres Tagewerks von den Freiern am Webstuhl überrascht. Nach Heidels Modell wurde die 1859 in Halle enthüllte Händelstatue in Bronze gegossen, die seitdem neben Ernst Rietschels Gotthold Ephraim Lessing steht. Das Palais Thermal (früher Eberhardsbad) in Bad Wildbad hat von Heidels Hand ein in Terrakotta ausgeführtes Hochrelief, das die Flucht „Eberhard Rauschebarts“ aus dem Wildbad darstellt. Für den Alten Friedhof Bonn schuf er mehrere Werke, darunter 1847 das Grabmal für Philipp Joseph von Rehfues (1847). Er wurde nur 54 Jahre alt.

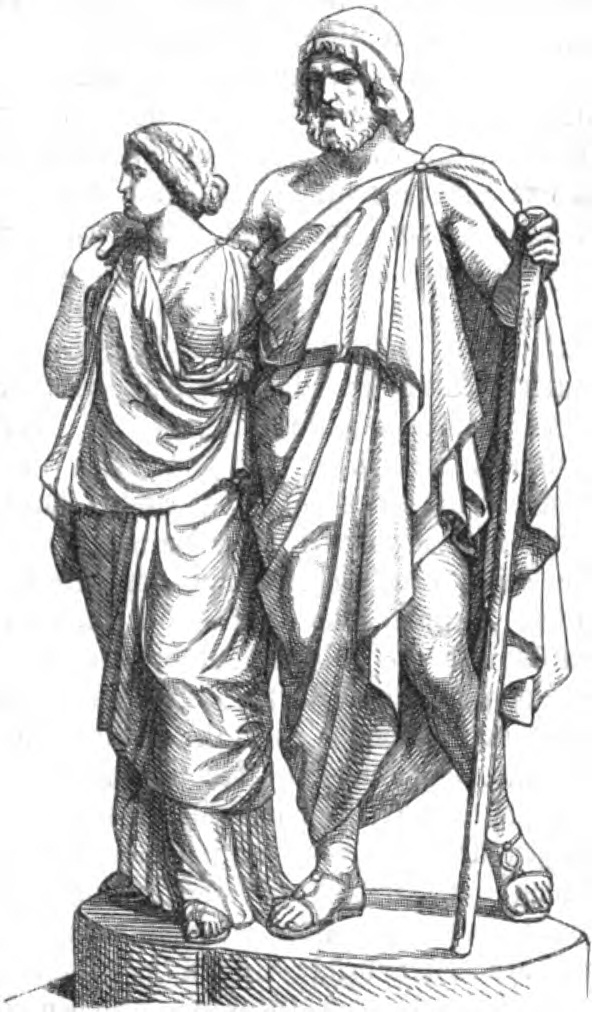
Figurengruppe Oedipus
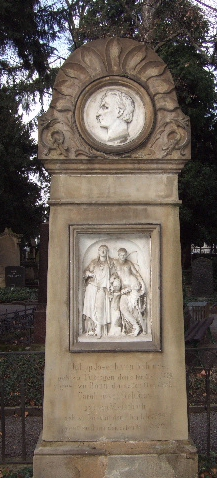
Rehfues-Grabmal